# Lokomotiva 709
Lokomotiva řady 709 (původním označením T 239.1) je dvounápravová dieselelektrická lokomotiva, vyrobená lokomotivkou ČKD mezi lety 1993–1996. Jedná se o jeden z posledních typů lokomotiv, projektovaných i vyrobených touto firmou.

## Vznik
Myšlenka konstrukce nového typu malé dvounápravové posunovací lokomotivy pochází již z poloviny 80. let, kdy byly vyráběny obdobné lokomotivy renomovanými západními firmami jako např. Bombardier, Voith a dalšími. Vzhledem k plným výrobním kapacitám ČKD však byla realizaci tohoto projektu dána zelená až po změně poměrů v roce 1989, kdy se navíc naskytla možnost využití dovezených zahraničních komponentů, které by kvalitu a celkovou technickou úroveň lokomotiv ještě pozvedly. Nová lokomotiva měla při pouze dvounápravovém uspořádání, kompaktních rozměrech (délka necelých 10 000 mm) a výkonu motoru okolo 300–350 kW nahradit nehospodárné čtyřnápravové lokomotivy řad 721, 740 a 742 na pozicích, kde byly příliš výkonné a nehodily se na ně. Projektovány byly dvě varianty – jedna s použitým tuzemským motorem Liaz 6Z 135T (pracovně označená T 239.0) a druhá s motorem MTU 8V 183 TE 12 od firmy Mercedes-Benz (označená T 239.1). Do výroby se nakonec dostala jen druhá varianta, a to už pod novým označením 709.5. Výroba prvních lokomotiv začala v roce 1993.

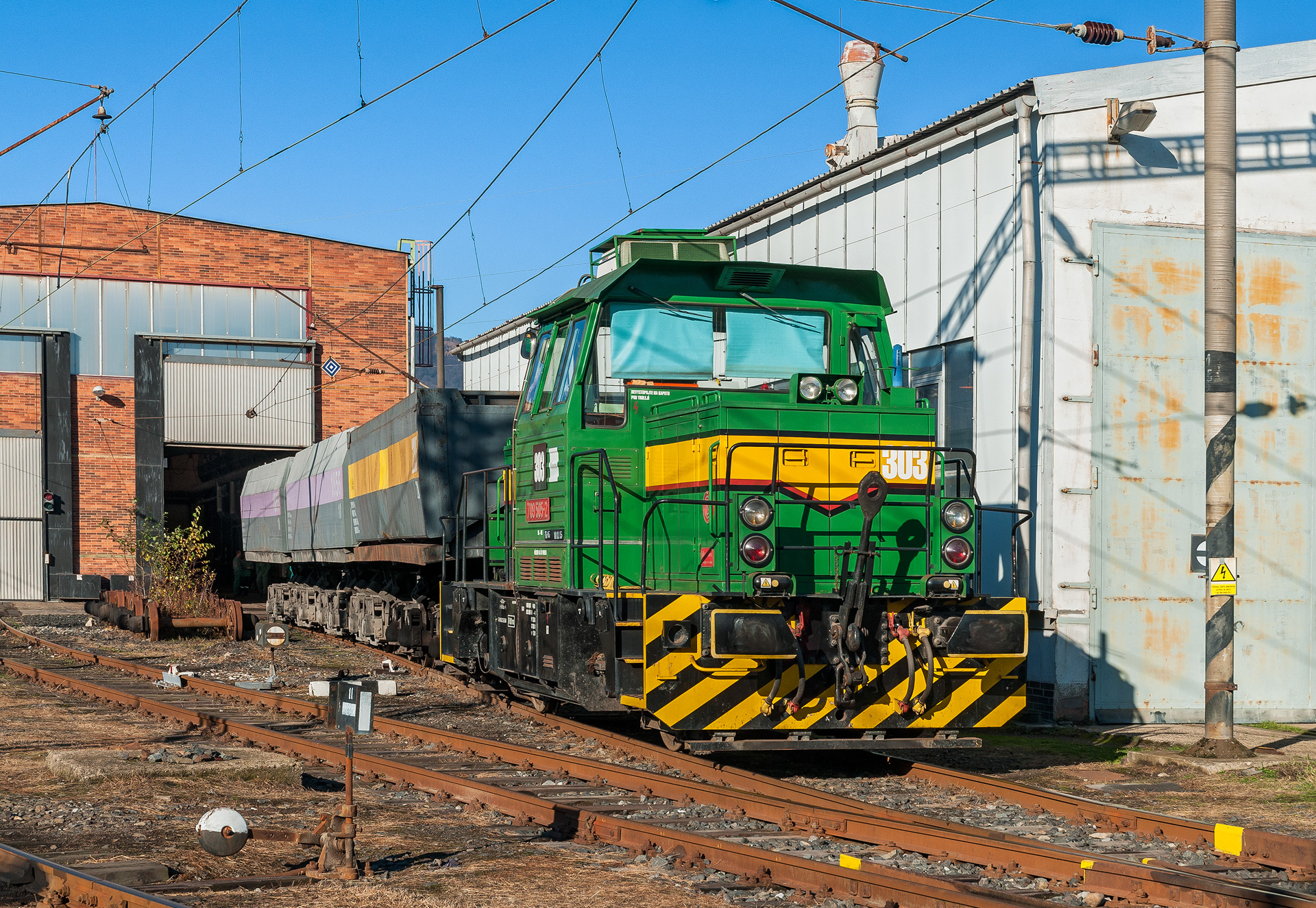
Lokomotiva řady 709 firmy Czech Coal Services

## Technický popis
Lokomotiva řady 709.5 je dvounápravová, kapotová s věžovou kabinou strojvedoucího, oddělující dva nestejně velké představky. V předním (větším) představku je umístěn spalovací motor, spojený s trakčním alternátorem ČKD TA 612, usměrňovač a ventilátor chlazení. V zadním představku jsou pak pomocné pohony, kompresor a další zařízení. Elektrický přenos výkonu je střídavě-stejnosměrný, trakční alternátor napájí přes usměrňovač dvojici trakčních motorů TE 019, uložených v rámu lokomotivy. Lokomotiva je vybavena výkonnou elektrodynamickou brzdou, pracující buď ve spádovém, nebo zastavovacím režimu. Konstrukce EDB byla v ČKD postupně zdokonalována (poprvé byla použita na strojích typu ČME3T na export do SSSR) a do těchto lokomotiv se dostala její vylepšená verze, použitá už na předchozích menších lokomotivách řady 704.

## Výroba a provoz

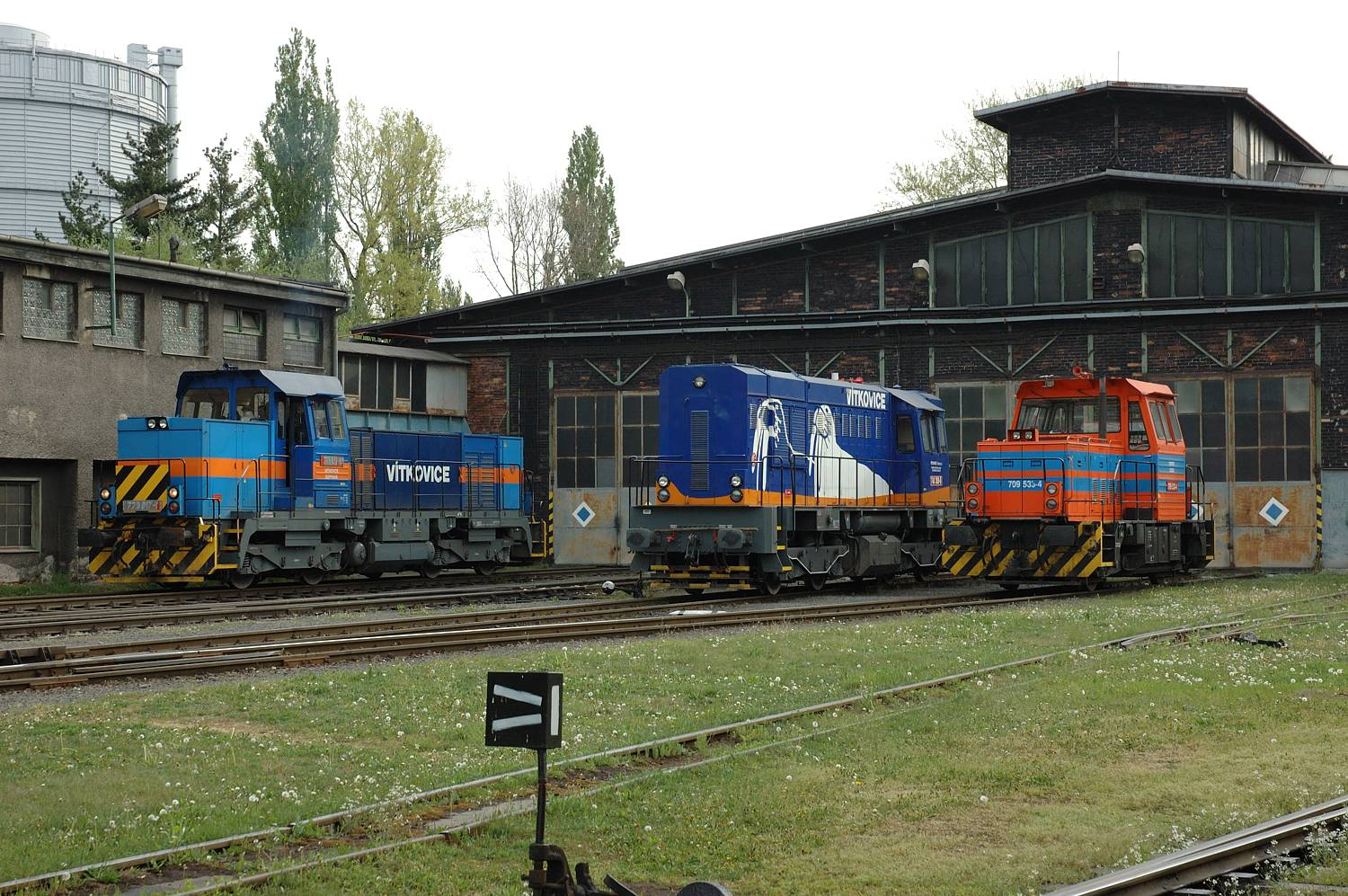
Jeden z vítkovických strojů typu 709.5 po boku větších lokomotiv řad 729 a 740

První série čítající 14 kusů byla vyrobena mezi lety 1993–1994 a lokomotivy byly dodány do ostravských provozů Vítkovických železáren a Nové Huti (dnes ArcelorMittal) a na Mostecko, konkrétně do provozu MUS v Komořanech. I přes svůj relativně malý výkon lokomotivy přesvědčily vynikajícími trakčními vlastnostmi a velmi dobrou ovladatelností, danou malou délkou a jednoduchostí obsluhy. Na mnoha výkonech dokázaly nahradit mnohem větší stroje (někde dokonce i šestinápravové lokomotivy řady 770 s trojnásobným výkonem). Objednány byly další stroje a do roku 1996 bylo celkem vyrobeno 35 kusů, z čehož šest lokomotiv odebraly Východoslovenské železiarne v Košicích. Kromě těchto strojů byly vyrobeny dvě lokomotivy mimo českou číselnou sérii – stroj T 239-S01, dodaný firmě EMS Chemie v Domatu ve Švýcarsku, a T 239-U, která byla upravena pro americký trh a předváděna v Chicagu. Po čase však byla odstavena a její další osud není znám. Přestože na většině výkonů dokázaly tyto malé a úsporné lokomotivy nahradit mnohem větší stroje (často i při méně než poloviční spotřebě nafty), dále výroba nepokračovala. K těmto lokomotivám se však ČKD ještě jednou vrátila, a to v podobě řady 709.6.
Dvě z českých lokomotiv byly později zkoušeny v Srbsku (konkrétně na posunu na nádraží v Bělehradě), kam byly po úspěšném testování i prodány. Mostecké lokomotivy připadly po privatizaci MUS nástupnické společnosti Czech Coal a po roce 2010 k vyčleněné servisní a dopravní divizi Coal Services. Na Ostravsku slouží lokomotivy v prakticky nezměněných podmínkách dodnes, na některé z nich ale byla dosazena radiostanice Theimeg, umožňující dálkové řízení lokomotivy pomocí speciálního ovladače. Tímto bylo možné sloučit funkci strojvedoucího a posunovače do jedné osoby a ušetřit tak pracovní sílu v provozu.

## Příbuzné typy

### 709.0, 709.4
Pod řadou 709.0 se skrývají dvě lokomotivy označené 709.001 a 002, vyrobené pro ČD Cargo (tehdy ještě unitární České dráhy) v roce 2006. Stroje jsou osazeny motorem CAT C15 (shodným s typem 709.7, viz níže) a mají kromě dalších úprav zvýšenou maximální rychlost na 80 km/h. Po zkouškách v Ústí nad Labem se nakonec dvojice zabydlela v SOKV České Budějovice, kde je nasazována na manipulační vlaky po okolí či k posunu na tamním seřaďovacím nádraží. Přes úspěšný provoz však k dalším objednávkám nedošlo a zůstalo u těchto dvou kusů.
Typ 709.4 je prvním a nejstarším zástupcem tzv. rodiny Effishunter, zahrnující dvou- i čtyřnápravové posunovací lokomotivy z produkce tehdejší ČMKS (dnes CZ LOKO). Prototyp byl vyroben v roce 2004 pod označením 709.401 a byl určen především ke zkouškám a ověřování konstrukčních řešení. Použit byl opět motor Caterpillar. Stroj zůstává v majetku výrobce i nadále a je pronajímán soukromým dopravcům k posunu či lehké traťové službě.

### 709.6
Lokomotiva typu 709.6 vychází z předchozí osvědčené řady 709.5, proti které jsou ale provedeny mnohé změny v konstrukci pohonného soustrojí. Na rozdíl od výchozího typu byl použit čistě střídavý elektrický přenos a klasické trakční motory nahradily moderní asynchronní. Jediný prototyp, vyrobený pod označením 709.601 roku 1999, se stal vůbec poslední vyrobenou lokomotivou v ČKD (výrobní číslo 16952/1999). Tímto strojem se tak produkce lokomotiv v této firmě po 99 letech uzavřela. Ještě téhož roku byl zkoušen na zkušebním okruhu v Cerhenicích, kde obstál s výbornými výsledky a byl předán do zkušebního provozu na vlečce závodu ČKD. Pronájem v letech 2000–2001 potvrdil možnost využití lokomotivy i v zahraničí, kdy byla zkoušena v depu v Drážďanech. Po transformaci (a de facto zániku) firmy ČKD se stroj ocitl v soukromých rukou a dnes je využíván různými pronajímateli.

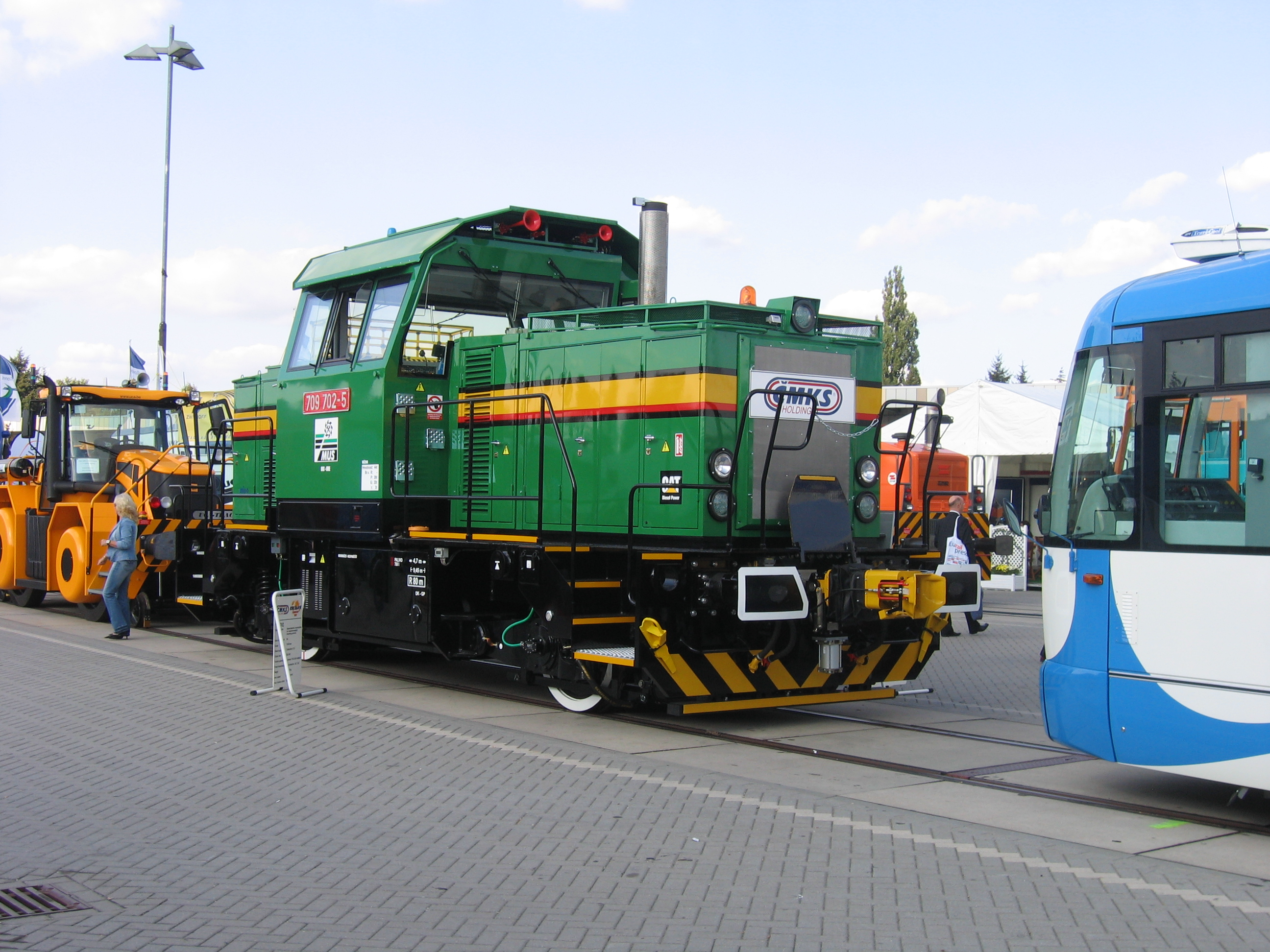
Stroj 709.702, první svého typu dodaný pro CCS

### 709.7
Verze 709.7 vznikla ještě v kooperaci ČKD a Jihlavské lokomotivní společnosti (JLS) taktéž v roce 1999. Jedná se stroj postavený na rámu původní řady 709.5, ovšem s použitím motoru Caterpillar (typ 3406 E DI-TA). Většina konstrukčních prvků zůstala stejná jako u výchozího typu, od kterého se ale stroj 709.701 liší jinými detaily na kapotách. Po vyrobení stroj sloužil v pronájmu v různých průmyslových podnicích napříč Českem, ale v roce 2004 byl prodán srbským státním drahám Železnice Srbije, kde slouží po boku svých dvou starších sourozenců dodnes.
Později na tuto lokomotivu číselně navázala série modernizovaných lokomotiv, které vznikly v ČMKS/CZ LOKO v České Třebové na bázi staršího prototypu 709.401. Místo původního motoru MTU byl použit novější motor Caterpillar C15, elektronický řídící systém a další moderní prvky. První stroj byl dokončen roku 2006, celkem bylo vyrobeno 5 ks pro mostecké Coal Services a další stroje odebrali provozovatelé po celé ČR.